# Лози (Кременецький район)
Ло́зи — село в Україні. у Вишнівецькій селищній громаді Кременецького району Тернопільської області.
До 2020 центр сільради, якій підпорядковане село Кривчики. До Лозів приєднано село Суха Лоза, хутори Звіринець і Калантир. Розташоване на річці Горинь, в центрі району.
Населення — 594 особи (2014).

## Історія
Поблизу села виявлено археологічні пам'ятки пізнього палеоліту, трипільської та давньоруської культур.
В урочищі Городище — поселення трипільської культури етапу С, воно розміщується на викому пасмі, в його західній частині і тягнеться вздовж лівого берега Горині. З півдня поселення обмежується рікою, із заходу та сходу — ярами, на півночі — пагорби. Пасмо висотою більше півсотні метрів, з крутими берегами. В 1968 році розвідку здійснював В. П. Савич,  у 1969 році розкопував М. А. Пелещин, відкривши триста квадратних метрів поселення.
Давньоруське городище розміщене в урочищі «Зимний Город» (Городище) за західною межею села, на західній частині високого пасма, що тягнеться зі сходу на захід, вздовж лівого берега ріки Горинь. Виявлено кілька фрагментів давньоруської кераміки. Біля городища, за валом, розташоване селище. Виявлено напівземлянку прямокутної форми з глинобитною піччю. Розкопав в 1938 році Олександр Цинкаловський. Також виявлено давньоруський могильник з підплитовими похованнями.
Перша писемна згадка — 1583.
На 1936 рік село входило до ґміни Вишневець Кременецького повіту.
12 червня 2020 року, відповідно до Розпорядження Кабінету Міністрів України від  № 724-р «Про визначення адміністративних центрів та затвердження територій територіальних громад Тернопільської області», село увійшло до складу Вишнівецької селищної громади.
19 липня 2020 року, в результаті адміністративно-територіальної реформи та ліквідації Збаразького району, село увійшло до складу новоутвореного Кременецького району.

## Населення

### Мова
Розподіл населення за рідною мовою за даними перепису 2001 року:
| Мова            | Кількість | Відсоток |
| --------------- | --------- | -------- |
| українська      | 652       | 98.19%   |
| російська       | 10        | 1.51%    |
| румунська       | 1         | 0.15%    |
| інші/не вказали | 1         | 0.15%    |
| Усього          | 664       | 100%     |

## Релігія
Є церква Покрови Пресвятої Богородиці (1898, дерев'яна), мурована каплиця Великомучеників Маковеїв.

## Пам'ятки
Споруджено пам'ятник воїнам-односельцям, полеглим у німецько-радянській війні (1982), встановлено меморіальну таблицю Борисові Харчуку.

## Соціальна сфера
Діють загальноосвітня школа І ступеня, клуб, бібліотека, ФАП.

## Видатні люди

### Народилися
- Харчук Борис Микитович (1931—1988) — український прозаїк;
- Н. Когуська — письменниця, редактор, громадська діячка (за іншими даними — у смт Вишнівець);
- М. Салайда — хірург.

## Галерея

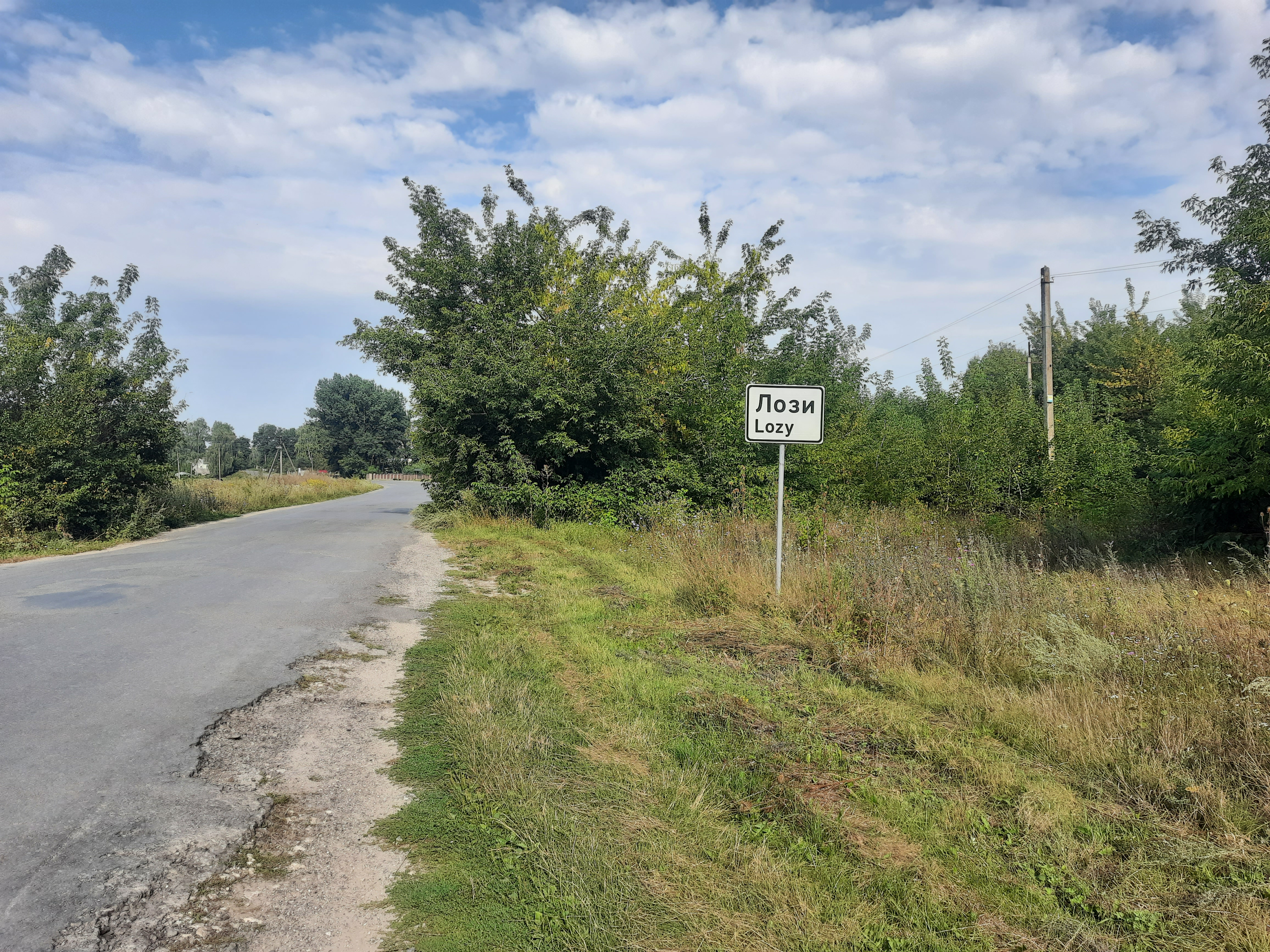
Дорожній знак при в'їзді в село
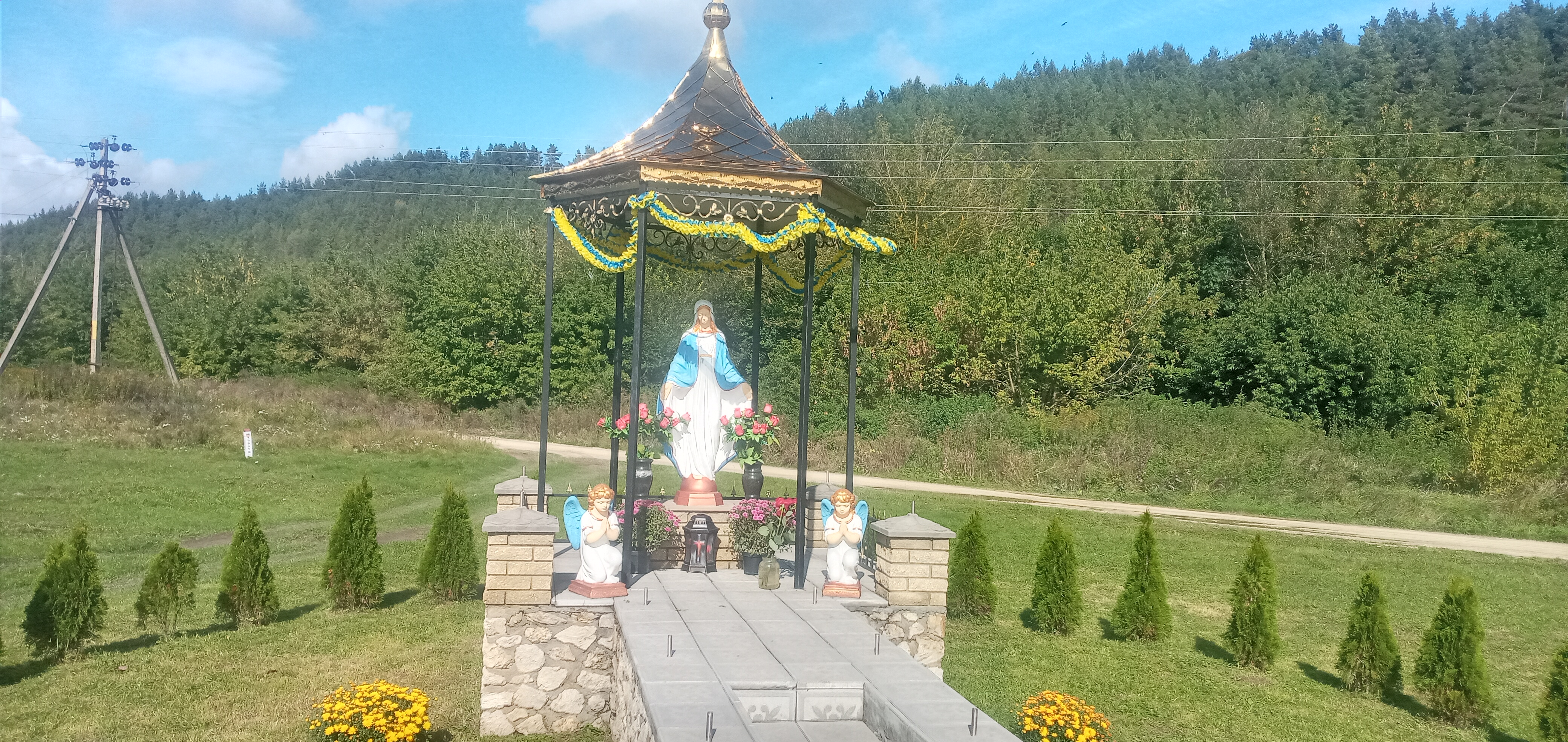
Каплиця у селі Лози
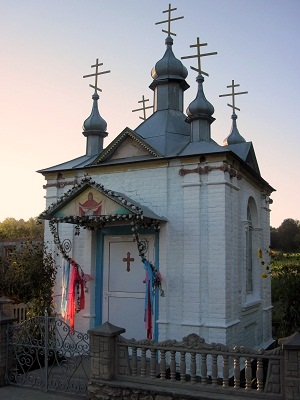
Мурована каплиця
Став у селі Лози на річці Горинь
Меморіальні дошки на хаті українського письменника Бориса Харчука
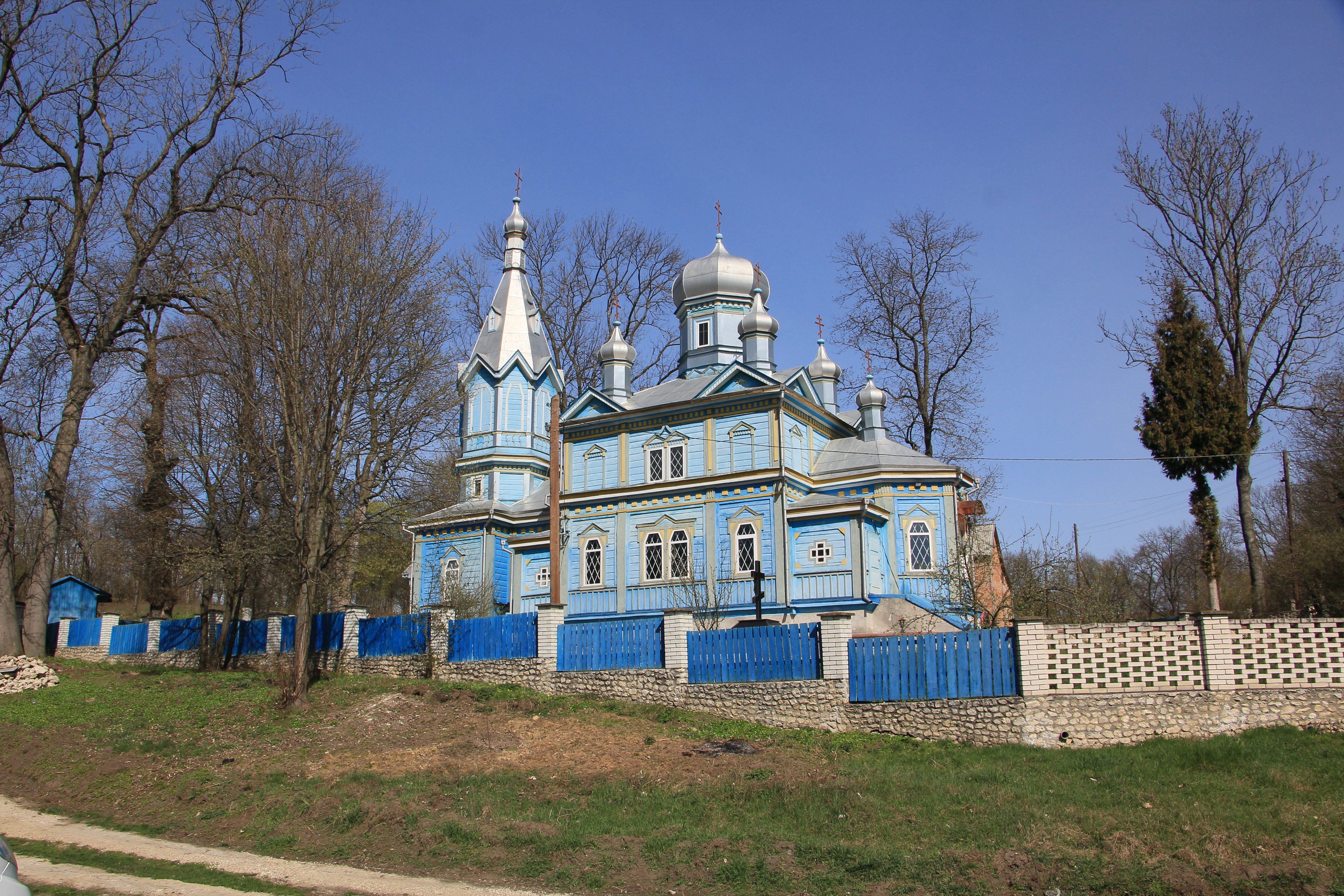
Дерев'яна церква